# Étang de la Gruère
Der Étang de la Gruère ist ein gestauter Moorsee, der sich in einer Mulde auf dem Hochplateau der Freiberge im Schweizer Kanton Jura befindet. Das weite Gebiet um den See ist als Franches-Montagnes im Bundesinventar der Landschaften und Naturdenkmäler von nationaler Bedeutung verzeichnet.

## Lage
Der Moorsee liegt auf 998 m ü. M. auf dem Gemeindeboden von Saignelégier, etwa auf halbem Weg zwischen Saignelégier und Tramelan. Er ist 600 m lang, im Minimum 60 m breit und rund 4,5 m tief. Das Naturschutzgebiet Étang de la Gruère umfasst mit dem Waldgebiet um den eigentlichen See und zwei weiteren kleinen Moorweihern nordöstlich davon eine Fläche von ungefähr 1 km².

## Geologie
Das Hochmoor des Étang de la Gruère liegt auf dem porösen Kalkuntergrund der Freiberge. Durch glaziale Erosion während der Eiszeiten und fluviale Erosion wurden umgebende Kuppen und Höhenrücken im Lauf der Zeit abgetragen und Mulden mit Mergel- und Tonschichten ausgekleidet, welche den durchlässigen Untergrund abdichteten. Auf diesen wasserundurchlässigen Schichten entwickelte sich im Holozän ein Hochmoor.
Heute ist die Torfschicht im Umkreis des Étang de la Gruère etwa 6 bis 8 m mächtig. Die untersten Torfschichten besitzen ein Alter von 12'000 bis 15'000 Jahren. Anhand des Blütenstaubes, der im Torf erhalten ist, kann die Klima- und Waldgeschichte der Region rekonstruiert werden.

## Geschichte
In diesem Hochmoor, das schon früher einen Weiher enthielt, wurde in den 50er-Jahren des 17. Jahrhunderts der Étang de la Gruère durch einen Erddamm aufgestaut. Er sollte damals als Sammelbecken für den Betrieb einer Mühle dienen, damit auch in niederschlagsarmen Perioden genügend Wasserkraft vorhanden war. An die Stelle der Mühle trat später eine Sägerei.
Das Seewasser zeigt die für Moorgebiete typische braune Farbe mit feinen Torfresten und Humusstoffen. Das aus dem Étang de la Gruère abfliessende Wasser bleibt nur für rund 200 m an der Erdoberfläche, dann verschwindet es in einem tiefen Schlundloch und tritt erst im Talkessel von Tramelan wieder zutage.

## Vegetation

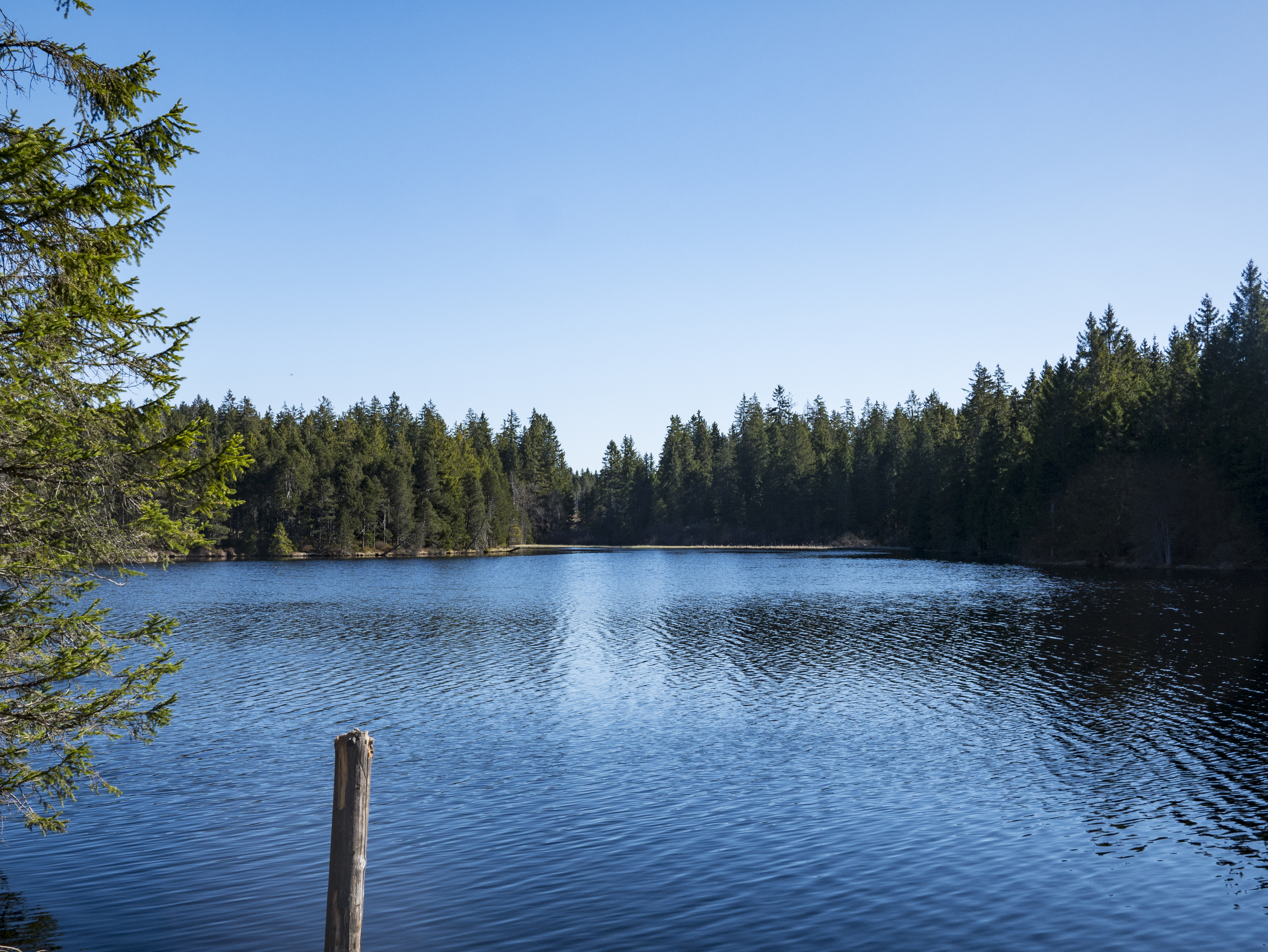
Étang de la Gruère, Saignelégier

Die Hochmoorzone weist eine einzigartige Vegetation mit Torfmoosen, Moos- und Moorbeere, Heidelbeersträuchern und Rosmarinheide auf. Die angrenzenden Wälder bestehen zur Hauptsache aus Fichten, Bergföhren sowie Moorbirken und Zwerg-Birken. 1963 wurde das Gebiet des Étang de la Gruère unter Naturschutz gestellt. Heute führt ein Lehrpfad rund um den Moorsee.